# 哈雷研究站
哈雷研究站（英語：Halley Research Station），是英国设立的南极科学考察站，位于布伦特冰架，第一代在1956年建成。气候较许多同为沿海或近海的南极洲考察站为寒冷，寒季气温变化范围约在-20℃至-55℃之间，在暖季气温鮮少高于0°C。寒季时该基地通常可容纳16人，暖季时为70人左右。
「哈雷 3 号」，在 1983 年被遗弃之后已掩埋在 12 米深的冰雪之下。
哈雷六號從2013年起開始啟用，由八個模塊化建築組成，各模塊配備液壓腿和雪橇，以便用拖車隊拉着搬遷來避開不斷擴大的冰架裂縫。